# Eagle (Alaska)
Pour les articles homonymes, voir Eagle.
Eagle est une ville localisée à proximité de la frontière entre le Canada et les États-Unis dans la région de recensement de Southeast Fairbanks en Alaska aux États-Unis,. La population était de 86 habitants au dernier recensement de 2010.

## Géographie
Eagle est à 13 km (8 milles) à l'ouest de la frontière entre l'Alaska et le Yukon du Canada sur la Taylor Highway.
Selon le bureau du recensement des États-Unis, la ville fait une surface totale de (2,6 km2 (soit un mille carré).

### Démographie
Au recensement de l'an 2000, il y avait 129 personnes, 58 foyers, et 37 familles résidant dans la ville. La densité de population était de 49,4 /km2 (127,9 /mi2).
Il y avait 137 logements sur une densité moyenne de 52,4 /km2 (135,8 /mi2).
L'origine ethnique de la ville était à 93,02 % blanche, 6,20 % l'américain natif, et 0,78 % (représentant une personne) Hispanique.
Il y avait 58 foyers dont 20,7 % avec des enfants sous l'âge de 18 ans y vivant, 55,2 % étaient mariés, 6,9 % étaient des femmes seules, et 36,2 % étaient sans lien familial. 34,5 % de tous les foyers étaient formés de célibataire et 5,2 % avaient une personne de plus de 65 ans vivant avec eux. La taille du foyer moyen était de 2,22 et la taille de la famille moyenne était de 2,86.
Dans la ville, la population était répartie ainsi: 24,8 % en dessous de 18 ans, 3,1 % de 18 à 24 ans , 24,0 % de 25 à 44 ans , 44,2 % de 45 à 64 ans, et 3,9 % de plus de 65 ans. L'âge moyen était de 44 ans. Pour 100 femmes il y avait 95,55 hommes. Pour 100 femmes de 18 ans et plus, il y avait 98 hommes.
Le revenu moyen pour un foyer dans la ville était de 36 042 $, celui d'une famille de 44 375 $. Les hommes avaient un revenu moyen de 30 000 $ et les femmes un de 20 000 $ . Le Revenu par tête pour la ville était de 20 221 $. Il y avait 2,6 % de familles et 16,5 % de la population vivant en dessous du Seuil de pauvreté, incluant 40,0 % de moins de 18 ans et aucun de plus de 65 ans.
| 1900 | 1910 | 1920 | 1930 | 1940 | 1950 |
| ---- | ---- | ---- | ---- | ---- | ---- |
| 383  | 178  | 98   | 54   | 73   | 55   |

| 1960 | 1970 | 1980 | 1990 | 2000 | 2010 |
| ---- | ---- | ---- | ---- | ---- | ---- |
| 92   | 36   | 110  | 168  | 129  | 86   |

### Climat
Comme la plupart de l'Alaska, Eagle a un climat subarctique (Dfc selon la classification de Köppen) avec des hivers longs et froids parfois modérés par des vents quinnat et des étés courts et chauds. En l'absence de modération du saumon quinnat, les températures hivernales peuvent être dangereusement froides : au cours du mois notoirement froid de décembre 1917, la température n'a pas dépassé −31,7 °C et elle était en moyenne de −43,3 °C . Lorsque les chinooks se produisent, les températures hivernales peuvent dépasser 0 °C, en moyenne cinq jours par hiver.
| Mois                                  | jan.     | fév.     | mars     | avril    | mai      | juin    | jui.    | août    | sep.     | oct.     | nov.     | déc.     | année    |
| ------------------------------------- | -------- | -------- | -------- | -------- | -------- | ------- | ------- | ------- | -------- | -------- | -------- | -------- | -------- |
| Température minimale moyenne (°C)     | −27,4    | −24,5    | −22,1    | −9,4     | 0,6      | 7,1     | 8,8     | 5,3     | −0,6     | −9,1     | −20,1    | −24,7    | −9,7     |
| Température moyenne (°C)              | −22,8    | −18,6    | −13,8    | −1,4     | 8,4      | 14,7    | 15,9    | 12,3    | 5,8      | −4,2     | −15,7    | −20,1    | −3,3     |
| Température maximale moyenne (°C)     | −18,3    | −12,7    | −5,4     | 6,6      | 16,2     | 22,4    | 23      | 19,2    | 12,2     | 0,7      | −11,3    | −15,4    | 3,1      |
| Record de froid (°C) date du record   | −57 1952 | −55 1968 | −50 1956 | −38 1927 | −17 1964 | −6 1947 | −2 1969 | −9 1922 | −22 1983 | −38 1996 | −48 1963 | −56 1961 | −57 1952 |
| Record de chaleur (°C) date du record | 10 1981  | 11 1968  | 13 2019  | 23 2003  | 33 2015  | 36 1950 | 35 1925 | 34 1977 | 26 1974  | 21 2003  | 11 1976  | 8 1985   | 36 1950  |
| Précipitations (mm)                   | 15,5     | 11,2     | 10,4     | 8,9      | 27,2     | 43,9    | 64,8    | 57,2    | 32,5     | 23,9     | 18,5     | 17       | 331      |
| Nombre de jours avec précipitations   | 6        | 5        | 4        | 3        | 7        | 10      | 13      | 12      | 9        | 8        | 7        | 7        | 91       |

## Histoire
La région d'Eagle a été la terre natale du peuple Hankutchin ou Loucheux bien avant l'arrivée des Européens en Alaska.
La première structure de l'actuel Eagle fut destinée au commerce du bois, appelée « Belle Isle » ('Belle Île'), construite aux environs de 1874.
Vers la fin du XVIIIe siècle, Eagle devient un centre d'approvisionnement et d'échange pour les mineurs travaillant sur le cours supérieur du Yukon ainsi que de ses affluents. En 1898, sa population excédait les 1 700 habitants. En 1901 Eagle était la première ville à être intégrée dans l'Alaska Intérieur.
Elle a été nommée d'après les aigles qui nichaient sur des hauteurs avoisinantes. Un camp militaire des États-Unis, Fort Egbert, a été construit à Eagle en 1900. La ligne du télégraphe entre Eagle et Valdez a été terminée en 1903. C'est de là que l'explorateur polaire Amundsen, n'ayant pas trouvé de poste télégraphe à Nome, a télégraphié pour annoncer à la Norvège, le 5 décembre 1905, qu'il avait ouvert le passage du Nord-Ouest.
Les ruées vers l'or de Nome et Fairbanks ont éloigné les gens d'Eagle. Le juge Wickersham transfère son tribunal d'Eagle à Fairbanks en 1903. En 1910, La population d'Eagle décline et demeure la même depuis (en dessous de 200 âmes). Fort Egbert a été abandonné en 1911.
La ville moderne d'Eagle est peuplée pour la plupart de descendants d'européens, mais Eagle Village a une population de faible importance qui comporte 50 % de Loucheux.
La ville a bénéficié d'une certaine renommée à la suite du livre très populaire de John McPhee Coming into the country qui l'a dépeint dans les années 1970.